# Kratke
Kratke (ang. Kratke Range) – pasmo górskie w Papui-Nowej Gwinei, położone w południowo-wschodniej części wyspy. Jest częścią Gór Centralnych stanowiących główną oś wyspy Nowa Gwinea. Na północy graniczy z Górami Bismarcka, na południu z Górami Owena Stanleya. Od Gór Nadbrzeżnych (pasma Finisterre) oddziela go dolina rzeki Markham. Najwyższy szczyt to Mount Tabletop – 3686 m n.p.m.
W paśmie znajdują się źródła rzeki Ramu.